# Oceanario de Aracaju
El Oceanario de Aracaju (en portugués: Oceanário de Aracaju ) contiene cinco acuarios de agua dulce y 11 de agua salada, donde viven pecees de São Francisco y de la costa del estado de Sergipe, en el país sudamericano de Brasil. Un recinto con tiburones se convierte en un espectáculo a las 16h30, cuando los animales son alimentados y los turistas pueden tocarlos. El lugar también funciona como centro de rehabilitación de especies.